# Campeonato Internacional de Tênis de Campinas
Il Campeonato Internacional de Tênis de Campinas, noto in precedenza come Tetra Pak Tennis Cup per motivi di sponsorizzazione, è un torneo di tennis che si tiene a Campinas in Brasile dal 2011. L'evento fa parte dell'ATP Challenger Tour e si gioca sui campi in terra rossa della Sociedade Hípica de Campinas.

## Albo d'oro

### Singolare
| Anno | Campione            | Finalista               | Punteggio          |
| ---- | ------------------- | ----------------------- | ------------------ |
| 2025 | Tomás Barrios Vera  | Álvaro Guillén Meza     | 6–4, 6–3           |
| 2024 | Tristan Boyer       | Juan Pablo Ficovich     | 6–2, 3–6, 6–3      |
| 2023 | Thiago Monteiro     | Camilo Ugo Carabelli    | 3–6, 6–4, 6–4      |
| 2022 | Jan Choinski        | Juan Pablo Varillas     | 6–4, 6–4           |
| 2021 | Sebastián Báez      | Thiago Monteiro         | 6–1, 6–4           |
| 2020 | Francisco Cerúndolo | Roberto Carballés Baena | 6–4, 3–6, 6–3      |
| 2019 | Juan Pablo Varillas | Juan Pablo Ficovich     | 2–6, 7–6(4), 6–2   |
| 2018 | Cristian Garín      | Federico Delbonis       | 6–3, 6–4           |
| 2017 | Gastão Elias        | Renzo Olivo             | 3–6, 6–3, 6–4      |
| 2016 | Facundo Bagnis      | Carlos Berlocq          | 5–7, 6–2, 3–0 rit. |
| 2015 | Facundo Argüello    | Diego Schwartzman       | 7–5, 6–3           |
| 2014 | Diego Schwartzman   | André Ghem              | 4–6, 6–4, 7–5      |
| 2013 | Guilherme Clezar    | Facundo Bagnis          | 6–4, 6–4           |
| 2012 | Guido Pella         | Leonardo Kirche         | 6–4, 6–0           |
| 2011 | Máximo González     | Caio Zampieri           | 6–3, 6–2           |

### Doppio
| Anno | Campioni                                | Finalisti                                         | Punteggio           |
| ---- | --------------------------------------- | ------------------------------------------------- | ------------------- |
| 2025 | Mariano Kestelboim Gonzalo Villanueva   | Seita Watanabe Takeru Yuzuki                      | 6–2, 7–6(5)         |
| 2024 | Mateus Alves Orlando Luz (2)            | Tomás Barrios Vera Facundo Mena                   | 6–3, 6–4            |
| 2023 | Guido Andreozzi (2) Guillermo Durán (2) | Diego Hidalgo Cristian Rodríguez                  | 7–6(4), 6–3         |
| 2022 | Boris Arias Federico Zeballos           | Guido Andreozzi Guillermo Durán                   | 7–5, 6–2            |
| 2021 | Rafael Matos (2) Felipe Meligeni Alves  | Gilbert Klier Júnior Matheus Pucinelli de Almeida | 6–3, 6–1            |
| 2020 | Sadio Doumbia Fabien Reboul             | Luis David Martínez Felipe Meligeni Alves         | 6(7)–7, 7–5, [10–7] |
| 2019 | Orlando Luz (1) Rafael Matos (1)        | Miguel Ángel Reyes Varela Fernando Romboli        | 6(2)–7, 6–4, [10–8] |
| 2018 | Hugo Dellien Guillermo Durán (1)        | Franco Agamenone Fernando Romboli                 | 7–5, 6–4            |
| 2017 | Máximo González (2) Fabrício Neis       | Gastão Elias José Pereira                         | 6–1, 6–1            |
| 2016 | Federico Coria Tomás Lipovsek Puches    | Sergio Galdós Máximo González                     | 6(4)–7, 6–4, [10–2] |
| 2015 | Andrés Molteni Hans Podlipnik-Castillo  | Guilherme Clezar Fabrício Neis                    | 3–6, 6–2, [10–0]    |
| 2014 | Facundo Bagnis Diego Schwartzman        | André Ghem Fabrício Neis                          | 7–6(4), 5–7, [10–7] |
| 2013 | Guido Andreozzi (1) Máximo González (1) | Thiago Alves Thiago Monteiro                      | 6–4, 6–4            |
| 2012 | Marcelo Demoliner João Souza            | Marcel Felder Máximo González                     | 6–1, 7–5            |
| 2011 | Marcel Felder Caio Zampieri             | Fabricio Neis João Pedro Sorgi                    | 7–5, 6–4            |